# ۱۹ ژوئن
۱۹ ژوئن صد و هفتادمین (در سال‌های کبیسه صد و هفتاد و یکمین) روز سال در گاه‌شماری میلادی است. ۱۹۵ روز تا پایان سال باقی‌است.

## زادروزها
- ۱۸۳۴ - چارلز اسپورگئون، واعظ، کشیش، نویسنده و مبلغ مذهبی بریتانیایی
- ۱۸۴۷ - رابرت بارکر، فوتبالیست انگلیسی
- ۱۸۶۴ - دیوید کالدرهید، فوتبالیست اسکاتلندی
- ۱۸۶۸ – آدولف دشنواد، نقاش اهل فرانسه (د. ۱۹۲۶)
- ۱۸۹۶ - اریش کخ، سیاستمدار آلمانی
- ۱۹۱۱ - ریشارد تومالا، مهندس عمران آلمانی
- ۱۹۴۵ - آنگ سان سو چی، سیاست‌مدار اهل برمه
- ۱۹۶۴ - بوریس جانسون، روزنامه‌نگار، سیاستمدار بریتانیایی
- ۱۹۶۴ - لنی کراویتز، گیتاریست، خواننده و بازیگر آمریکایی
- ۱۹۷۲ - رابین تونی، بازیگر زن آمریکایی
- ۱۹۷۲ - ژان دوژاردن، بازیگر، کارگردان و تهیه‌کننده فرانسوی
- ۱۹۸۳ - میلان پترژلا، فوتبالیست اهل جمهوری چک
- ۱۹۰۹ - دازای اوسامو، نویسنده مشهور اهل ژاپن
- ۱۹۴۹- ابی ، خواننده مشهور فارسی زبان ملقب به آقای صدا

## درگذشت‌ها
- ۱۸۴۷ - رابرت بارکر، فوتبالیست انگلیسی
- ۱۸۶۷ ـ فردیناند ماکسیمیلین جوزف، آرشیدوک اتریش و امپراتور مکزیک
- ۱۹۸۴ - لی کرزنر، نقاش آمریکایی
- ۱۹۹۳ - ویلیام گلدینگ، شاعر و رمان‌نویس بریتانیایی
- ۲۰۱۳ - وینس فلین، نویسنده رمان‌های تریلر سیاسی و جنایی‌نویس آمریکایی
- ۲۰۱۳ - جیمز گاندولفینی، بازیگر آمریکایی، ایتالیایی‌تبار

## اعیاد
- جونتینت[۱]